# یکن‌آباد
یکن‌آباد روستایی از توابع بخش مرکزی شهرستان همدان در استان همدان ایران است.
دارای مسجد قدیمی که قدمت آن حداقل به ۳۰۰ سال می‌رسد و ثبت‌شده در سازمان میراث فرهنگی است.

## جمعیت
این روستا در دهستان الوندکوه غربی قرار دارد و براساس سرشماری مرکز آمار ایران در سال ۱۳۹۵، جمعیت آن ۲۸۳۲ نفر (۸۵۷خانوار) بوده‌است.